# Waldkappel
Waldkappel är en stad i Werra-Meissner-Kreis i Regierungsbezirk Kassel i förbundslandet Hessen i Tyskland.
Den tidigare kommunen Mäckelsdorf uppgick i Waldkappel 1 februari 1971 följt av Burghofen, Friemen, Rechtebach und Rodebach 1 oktober 1971 samt Bischhausen, Gehau, Harmuthsachsen, Hasselbach, Kirchhosbach, Schemmern och Stolzhausen 31 december 1971. Eltmannsee och Hetzerode uppgick i Waldkappel 1 januari 1974.